# Video Vanilla
『Video Vanilla』(ビデオ ヴァニラ)は、1999年12月8日に発売されたGacktのビデオ・クリップ集兼ライブ・ビデオ。発売元は日本クラウン。

## 概要
- 2ndシングル「Vanilla」のPVとメイキング映像、ライブバージョンの3つが収録されている。

## 収録曲
1. Vanilla
2. Vanilla (Instrumental)
メイキング映像である。
3. Vanilla (Night Version)
SHOCK WAVEに参加したときのライブ映像で、アコースティックバージョンで収録されている。